# Lama (lärare)
Lama (Tibetanska: བླ་མ་; Wylie: bla-ma) är en titel för religiösa lärare inom den tibetanska buddhismen som kan innehas av munkar och nunnor (men även sådana hushållare som är aktade ngagpa). Den motsvarar i stort sett sanskrit-titeln guru. Vissa lamor anses vara återfödda tulkor.